# Nassif Ghoussoub

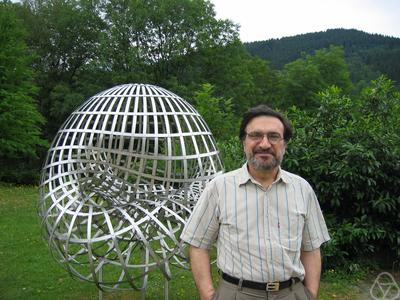
Nassif Ghoussoub

Nassif Ghoussoub là nhà toán học người Canada. Ông nghiên cứu trong lãnh vực giải tích phi tuyến (non-linear) và phương trình vi phân riêng phần. Ông hiện là giáo sư toán học, học giả đại học lỗi lạc và được bầu vào Ban quản trị Đại học British Columbia.

## Cuộc đời và Sự nghiệp
Ông tốt nghiệp ở Đại học Pierre-et-Marie-Curie (tức Đại học Paris VI) dưới sự cố vấn của Gustave Choquet.
Ông là phó chủ tịch Hội Toán học Canada từ năm 1994 tới 1996, giám đốc sáng lập của "Viện Toán học Thái Bình Dương" The Pacific Institute for the Mathematical Sciences(PIMS) trong thời gian 1996–2003, người đồng sáng lập MITACS Network of Centres of Excellence Lưu trữ ngày 27 tháng 2 năm 2010 tại Wayback Machine, người đồng sáng lập và giám đốc khoa học hiện hành của Banff International Research Station(BIRS).

## Các giải thưởng
- Giải Coxeter-James của Hội Toán học Canada (1990)
- Killam Senior Research Fellowship của Đại học British Columbia (1992)
- Hội viên Royal Society of Canada[2] (1994)
- Distinguished University Scholar, Đại học British Columbia (2003)
- Tiến sĩ danh dự, Đại học Paris Dauphine[3]
- Giải Jeffery-Williams của Hội Toán học Canada (2007) [4]
- Faculty of Science Achievement Award for outstanding service and leadership, Đại học British Columbia (2007)